# 每日紀事報
《每日紀事報》，是英國蘇格蘭的小報，總部設於格拉斯哥，隸屬Reach plc旗下，與同集團的《每日镜报》關係密切。《每日紀事報》每星期出版6天，《星期日郵報》是其姊妹報章。

## 歷史
《每日紀事報》於1895年成立，至1901年《北不列顛每日郵報》（North British Daily Mail）停刊並納入其中。凱姆斯利子爵於1922年以1百萬英鎊將之收購，並成立了蘇格蘭聯合報業有限公司（Associated Scottish Newspapers Limited），1999年歸納三一镜报集团（Trinity Mirror）旗下。

## 資料庫
於1914至1918年間出版的《每日紀事報》於英國報紙檔案館（British Newspaper Archive）都有電子紀錄以供查閱。

## 發行量
| 年份（月份）   | 每期平均發行量 |
| -------------- | -------------- |
| 2005年（10月） | 454,427        |
| 2010年（1月）  | 323,831        |
| 2012年（5月）  | 281,465        |
| 2015年（5月）  | 193,907        |
| 2016年（12月） | 160,557        |
| 2017年（1月）  | 155,772        |
| 2019年（5月）  | 114,045        |

## 政治取態
至1964年，《每日紀事報》的政治取態都偏向立場保守的工會，其後轉為支持中间偏左的工党，他們的關係一直密切，紀錄表示《每日紀事報》於2007年曾經向捐贈1萬英鎊。其立場明顯與苏格兰民族党及蘇格蘭獨立運動對立，在2007年蘇格蘭國會選舉的當天，該報曾經以社論在頭版對苏格兰民族党作出攻擊。自穆雷·富特（Murray Foote）於2014年成為編輯之後，其政治立場已沒有那麼明顯。